# Прапор Тульчинського району
Пра́пор Тульчи́нського райо́ну — офіційний символ Тульчинського району Вінницької області, затверджений рішенням 19 сесії Тульчинської районної ради 5 скликання від 24 вересня 2009 року.

## Опис
Прапор являє собою прямокутне двостороннє малинове полотнище зі співвідношенням сторін 2:3, у центрі якого розміщено герб району: три жовті перев'язані снопи, у лівому верхньому куті білий лапчастий хрест, у правому верхньому куті жовте шістнадцятипроменеве сонце з людським обличчям. Зворотна сторона полотнища ідентична, по периметру воно оздоблюється золотою бахромою та китицями. Зображення герба і прапора аналогічне, без стилізованого рослинного орнаменту.

## Значення
- Колір прапора взятий в знак данини козацтву та визвольного руху.
- За змістом та кольоровим вирішенням прапор символізує міцність, віру, чесність, чистоту, волю і незалежність.